# فأر كوك
فأر كوك (الاسم العلمي: Mus cookii) (بالإنجليزية: Cook’s Mouse)‏ هو نوع من الحيوانات يتبع جنس الفأر من الفصيلة الفأرية.